# Transports à Paris
Le système des transports à Paris est à la mesure de la taille de l'agglomération et de son rôle de capitale de la France. En comparaison du reste du territoire français, la place de la marche et des transports en commun est prépondérante, tandis que le transport routier est secondaire pour les déplacements des personnes — moins pour celui des marchandises.

## La marche

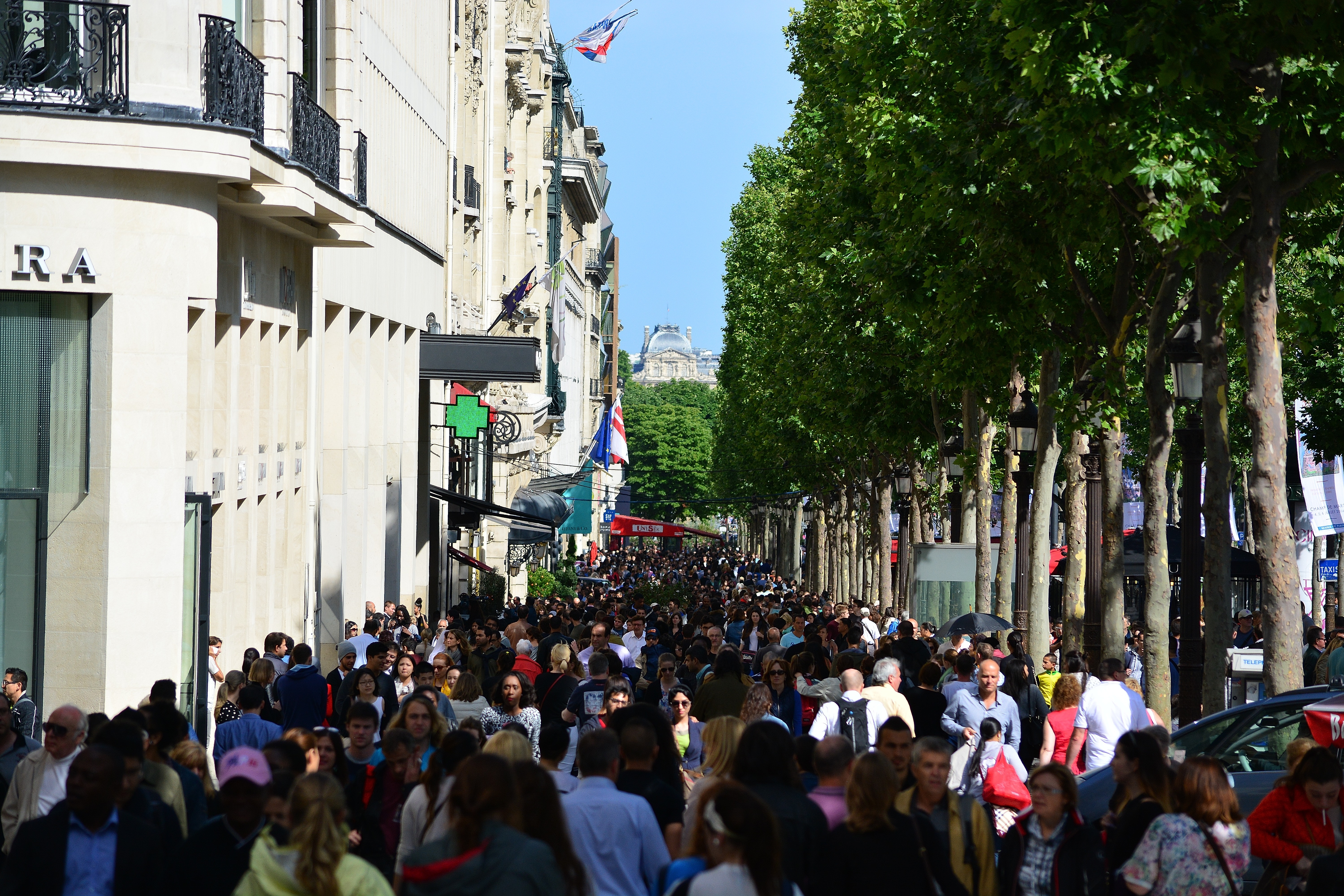
La marche, premier mode de déplacement à Paris.

La marche est, de loin, le principal mode de déplacement : elle assure 40 % de l'ensemble des trajets quotidiens, qu'ils soient internes à Paris ou entre Paris et la banlieue. En surface, elle représente 75 % des déplacements, alors que les trottoirs ne couvrent que 40 % de la voirie. Après avoir baissé des années 1970 aux années 1990, elle est désormais stabilisée. Elle a notamment été victime, pendant les Trente Glorieuses, d'une politique consistant, sur les plus grandes avenues, à considérablement réduire la largeur des trottoirs au profit de la chaussée, passée par exemple de 14 à 22 mètres sur le boulevard Malesherbes.

## Transports en commun
Le réseau de transports en commun de l'agglomération parisienne est particulièrement développé. Le métro, qui assure 20 % des déplacements parisiens (qu'ils soient internes à Paris ou entre Paris et la banlieue), ce qui en fait après la marche le deuxième mode de déplacement le plus important, en est le représentant le plus emblématique. Durant les dernières décennies, la croissance de l'offre a porté sur l'amélioration de la  desserte de la banlieue avec, entre autres, la création du réseau express régional (RER). Aujourd'hui Île-de-France Mobilités (ex-STIF), qui assure la coordination et le financement des transports en commun en Île-de-France, investit dans la création d'un réseau de tramway et la mise en site propre des lignes de bus.
| Mode de transport                                                      | Exploitant | Voyageurs transportés (millions) | Nombre de lignes | km de voies | Nombre de stations | Zone desservie                             |
| ---------------------------------------------------------------------- | ---------- | -------------------------------- | ---------------- | ----------- | ------------------ | ------------------------------------------ |
| Métro                                                                  | RATP       | 1 350                            | 16               | 245,6       | 321                | Paris et proche banlieue                   |
| RER                                                                    | RATP       | 440                              | 2¹               | 115         | 65                 | Paris et Banlieue                          |
| RER                                                                    | SNCF       | 614                              | 5¹               | 1 296       | 443                | Paris et Banlieue                          |
| Transilien (non RER)                                                   | SNCF       | 614                              | 8                | 1 296       | 443                | Paris et Banlieue                          |
| Tramway                                                                | RATP       | 341                              | 8                | 103,8       | 181                | Paris et Banlieue                          |
| Tramway                                                                | SNCF       |                                  | 2                | 19          | 18                 | Banlieue                                   |
| Bus                                                                    | RATP       | 940                              | 316              | 2 816       | 1 274              | Paris (350 millions voyageurs) et banlieue |
| Bus                                                                    | Optile     | 250                              | 1 078            | 20 133      | 24 500             | Grande Banlieue                            |
| Statistiques transports en commun de l'agglomération parisienne (2004) |            |                                  |                  |             |                    |                                            |

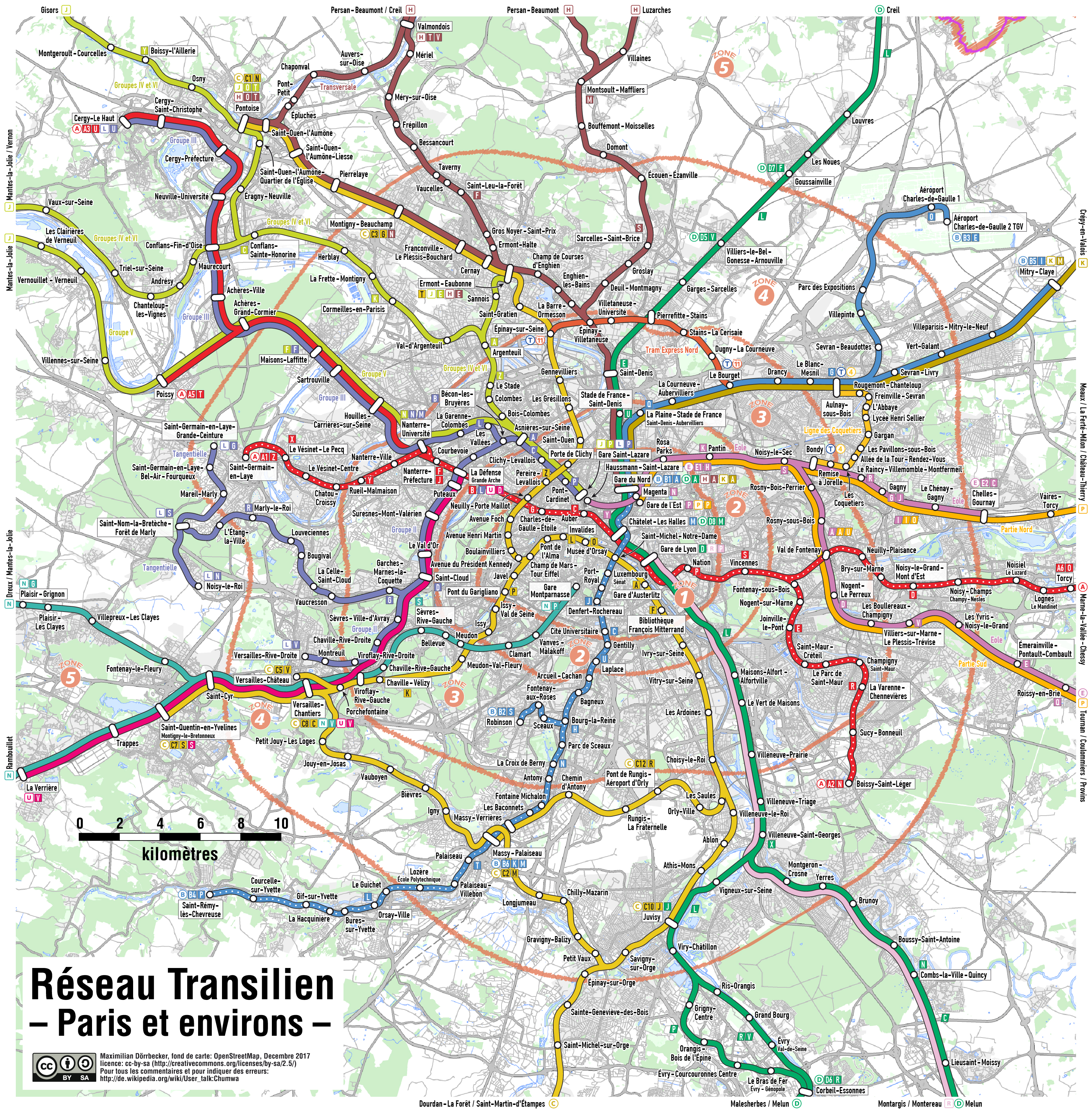
Carte du réseau Transilien.

¹L'exploitation des lignes A et B est partagée entre la SNCF et la RATP.

### Métro
Le métro de Paris est entré en exploitation en 1900 et comporte aujourd'hui seize lignes. Il se caractérise par un gabarit relativement faible, une vitesse commerciale moyenne et une desserte de qualité (très fine) dans Paris — la distance entre stations étant le plus souvent inférieure à 500 m — qui interdit en revanche son extension jusqu'aux banlieues éloignées, en raison d'une densité de population à desservir plus faible, mais surtout des temps de transports importants que cela impliquerait. Aujourd'hui les aménagements portent sur des prolongements vers la proche banlieue : cinq prolongements représentant environ 10 km sont planifiés pour 2012. Une ligne entièrement automatisée (la ligne 14) est entrée en service en 1998. En 2012, la ligne 1 est à son tour intégralement automatisée, en n'ayant subi que peu d'interruptions de sa circulation. Les créations, prolongements et modernisations de lignes ont toutefois été inférieurs à l'augmentation de la fréquentation du métro ; entre 2001 et 2010, alors que la fréquentation du métro a crû de 25 %, l'offre de transport n'a elle augmenté que de 14 %. Le nombre de passages annuels est passé de 1,3 milliard en 2004 à 1,5 milliard en 2014. En 2014, sa régularité moyenne est satisfaisante avec une ponctualité de 97,9 % (contre 87,5 % pour le RER, 88,6% pour le réseau Transilien ou 90,8 % pour les bus à Paris).

### Tramway
Le développement des transports parisiens s'est heurté à des problèmes de financement, à un manque de volonté politique et à l'alourdissement des procédures. Dans ce contexte, le tramway est apparu, durant la décennie 2000, comme un mode de transport idéal pour assurer la desserte transversale qui manque en banlieue (les lignes du Transilien étant plutôt radiales) : il nécessite des investissements relativement modérés et dispose d'une capacité intermédiaire entre le bus et les moyens de transport lourds (métro, trains). Une dizaine de lignes de tramway sont en exploitation, Paris étant surtout concerné par les deux sections T3a et T3b qui ceinturent l'essentiel de Paris. Le T3a est inauguré en 2006 et prolongé en 2012. Le T3b est mis en service en 2012 jusqu"à la porte de la Chapelle puis en 2018 jusqu'à la porte d'Asnières, et enfin en 2024 à la porte Dauphine. Le métro est relancé durant la décennie 2010 avec le projet Grand Paris Express qui vise à prolonger et accroître la capacité de la ligne 14 et à créer d'autres lignes automatiques en rocade autour de Paris.

### Bus
L'agglomération parisienne dispose d'un réseau de lignes de bus important exploité en partie par la RATP (Paris et proche banlieue), en partie par des sociétés de transporteurs regroupés au sein du groupement OPTILE sous l'autorité d'Île-de-France Mobilités. Dans l'ensemble, une étude de l’Institute for Transportation and Development Policy, organisme international à but non lucratif, et observant la densité des réseaux, classe Paris (intra-muros) comme ville la mieux desservie parmi les 26 villes mondiales étudiées. Le réseau, dont le schéma était pour l'essentiel inchangé depuis 1947, évolue profondément dans la nuit du 19 et le 20 avril 2019 à la suite d'une restructuration mise en chantier par la ville de Paris annonce en juillet 2016 ,, afin de l’optimiser et mieux l'adapter aux évolutions de la demande. La réorganisation permet d’augmenter l’offre dans les quartiers moins bien desservis, notamment dans les 12e, 19e et 20e arrondissements, de créer de nouvelles liaisons entre quartiers, de d’améliorer la desserte des communes limitrophes, de favoriser la régularité des trajets par de nouveaux itinéraires plus fluides, ainsi que de préparer l'arrivée du Grand Paris Express et identifier les prolongements ultérieurs de certaines lignes pour rejoindre les futures gares,. Le nouveau schéma modifie fortement 22 lignes soit par fusion entre deux lignes (20+53, 21+81, par exemple), soit par modification importante de leur desserte (24, 28, 30, 47, 48, 61, 65, 66, 67, 69, 72, 75, 83, 85, 86, 87, 91, 92). Par ailleurs, 20 lignes sont modifiées de manière plus légère, tandis que sont également créées cinq nouvelles lignes, à savoir : la ligne 25 (Bibliothèque François-Mitterrand - Vitry-sur-Seine-Duras), la ligne 45 (Place de la Concorde - Aubervilliers-France Asie), la ligne 59 (Gare de Clamart - Place d'Italie), la ligne 71 (Porte de la Villette - Bibliothèque François Mitterrand ) ainsi que la ligne 77 (Joinville-le-Pont RER - Gare de Lyon).

### RER et Transilien
Les réseaux ferroviaires de banlieue RER et Transilien sont principalement destinés à assurer la liaison lourde entre Paris, la petite couronne et la grande couronne. Toutefois, leur usage est également interne à Paris, pour la liaison rapide entre certains pôles de la capitale et pour la desserte de quartiers non desservis par le métro (en particulier pour les lignes B et C du RER).

## Trains et gares

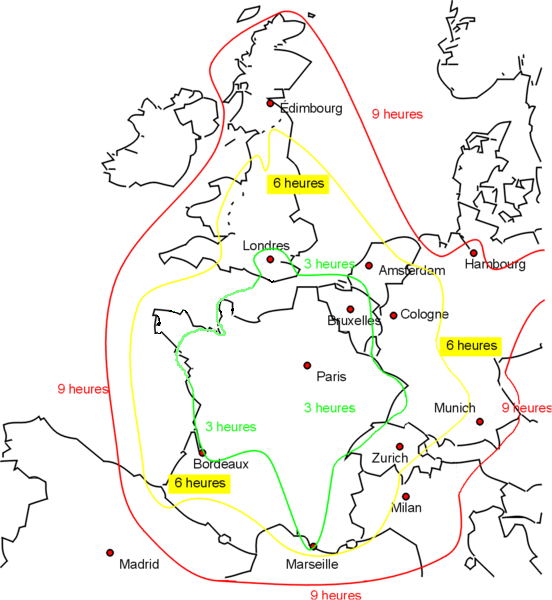
Durée de voyage depuis Paris par le train en 2007.

Paris dispose de six grandes gares de chemin de fer terminus (gare du Nord, gare Saint-Lazare, gare de l'Est, gare Montparnasse, gare de Lyon et gare d'Austerlitz) assurant à la fois un trafic de grandes lignes et un trafic de banlieue. Le trafic de grandes lignes (environ 50 millions de voyageurs en 2004 toutes gares confondues) s'est considérablement développé avec les TGV qui partent de la gare de Lyon (vers Lyon, Marseille), de la gare Montparnasse (vers Rennes, Nantes, Bordeaux), de la gare du Nord (vers Lille) et, depuis 2007, de la gare de l'Est (vers Strasbourg).  La gare Saint-Lazare est la première gare pour le nombre de trains en partance (banlieue et grandes lignes) alors que la gare du Nord est la première pour le trafic.
Sept des neuf lignes de chemin de fer de banlieue (Transilien) aboutissent dans les grandes gares parisiennes en cul-de-sac et viennent compléter la desserte lourde de la banlieue assurée par le réseau express régional d'Île-de-France (RER).
Les cinq lignes du RER sont des lignes au gabarit ferroviaire desservant à la fois la banlieue et le centre de Paris. Elles ont été progressivement réalisées à partir des années 1970 en connectant des lignes de banlieue entre elles. La ligne A du RER détient le record mondial du nombre de voyageurs transportés, en étant, par ailleurs, la plus fréquentée d'Europe avec 1,4 million de voyageurs quotidiens.
|                                |
| Le réseau ferroviaire en 1930. |

|                                     |
| Le réseau ferroviaire de nos jours. |

|                                                    |
| Carte animée de l’évolution du réseau ferroviaire. |

|                                                                     |
| Carte animée de l'évolution des réseaux urbains (tramway et métro). |

## Réseau routier

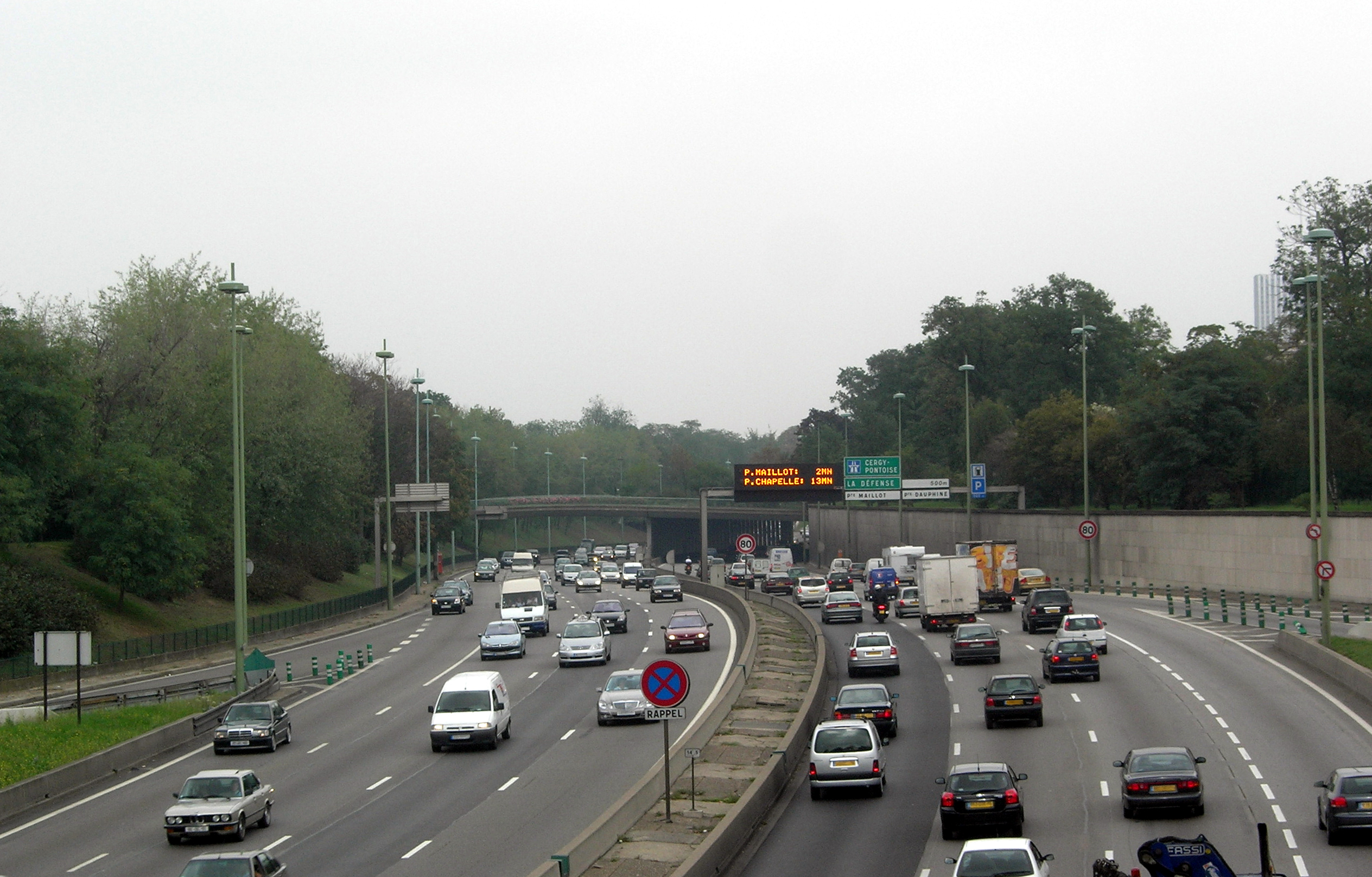
Le boulevard périphérique, porte de la Muette.

Après avoir connu depuis le début du vingtième siècle une croissance ininterrompue, l'automobile subit à partir des années 1970 de premières mesures de régulation comme le stationnement règlementé avec la mise en service des parcmètres le 6 octobre 1971.
Au cours du XXe siècle, tout en restant deux fois plus faible que la moyenne nationale, le taux de motorisation des Parisiens progresse pour atteindre un point haut à 46% en 1990 avant de décliner pour passer à 34% en 2019, les jeunes adultes ayant encore un taux plus faible que cette moyenne.
Depuis les années 1990, la circulation automobile ne cesse de baisser dans Paris, tant et si bien qu'elle était en 1996 de 55 % supérieure à son niveau atteint en 2013. Cette baisse rapide a pour conséquence que la voiture, qui n'a jamais assuré qu'une part secondaire des déplacements parisiens (qu'ils soient internes à Paris, ou entre Paris et la banlieue) puisque la marche et le métro l'ont toujours dépassé, ne joue plus désormais qu'un rôle minime dans le système parisien des déplacements: en 2010, elle ne permet plus d'effectuer que 13 % de l'ensemble des déplacements de personnes (et 6 % seulement des seuls déplacements internes à Paris). Le taux d'équipement automobile des ménages à Paris était de 36,8 % en 2014, contre une moyenne régionale de 66,7 %. Le transport routier reste toutefois prépondérant pour le transport des marchandises et en particulier les livraisons du dernier kilomètre.
Le réseau routier comporte environ 800 km d'autoroutes en Île-de-France. On distingue une dizaine de radiales, les principales étant l'autoroute du Soleil (Dijon, Lyon, Marseille), l'autoroute du Nord (Lille), l'autoroute de Normandie (Rouen, Caen, Le Havre), l'autoroute de l'Est (Reims, Metz, Strasbourg), l'Aquitaine (Orléans, Bordeaux) et l'Océane (Le Mans, Nantes) ainsi qu'une voie rapide et deux autoroutes, toutes trois circulaires : le boulevard périphérique entourant le Paris historique, l'autoroute A 86, totalement bouclée en 2008, située en proche banlieue et la Francilienne tracée à une dizaine de kilomètres plus à l'extérieur. En revanche, Paris intra-muros ne possède ni route nationale, ni autoroute (hormis deux courtes sections dans les bois de Boulogne et Vincennes).

### Vitesse du réseau routier
La circulation et le stationnement à Paris sont difficiles, à l'image de la plupart des grandes métropoles de la planète. La vitesse moyenne est de 15,2 km/h[Quand ?], mais de 17,3 km/h après 20 h et à 17,8 km/h avant 7 h[source insuffisante]. Des capteurs électroniques sont placés dans la chaussée des principaux axes parisiens et de la quasi-totalité des autoroutes de la région. Les données permettent de déterminer la fluidité de la circulation et d'indiquer les bouchons et temps de parcours estimés entre différents points caractéristiques (système Sytadin).
Depuis le 30 août 2021, la quasi-totalité des rues parisiennes sont limitées à 30 km/h. Ces rues deviennent réglementairement cyclables dans les deux sens, conformément à l’article R.412-18-1 du code de la route.
| victimesDate390042004500480051005400200020022004200620082010victimesVéhicules kilomètres par heure |
| Source : Observatoire des déplacements à Paris                                                     |

| Le graphique qui aurait dû être présenté ici ne peut pas être affiché car il utilise l'ancienne extension Graph, désactivée pour des questions de sécurité. Des indications pour créer un nouveau graphique avec la nouvelle extension Chart sont disponibles ici . |
| Source : Observatoire des déplacements à Paris |

### Stationnement des véhicules routiers
Le stationnement automobile à Paris totalise environ 822 000 places en 2015, se répartissant entre  147 000 places autorisées sur la voie publique, essentiellement le long des rues, soit 18 % des emplacements, 82 000 places dans les garages commerciaux (10 %), 74 000 places dans les parcs publics concédés (9 %) et enfin et surtout 524 000 places dans les garages privés et les cours d'immeubles (64 %). Quant à ce qui est de l'évolution du stationnement, entre 2003 et 2013 40 000 places de stationnement automobile nouvelles sont venues s'ajouter aux places déjà existantes, tandis que par surcroît étaient créées 60 000 places pour les deux-roues. Pendant le même temps, le parc automobile parisien a perdu 50 000 véhicules, si bien qu'aujourd'hui 60 % des ménages parisiens vivent sans voiture. Le stationnement est payant dans la totalité des rues, la municipalité en place menant une politique de promotion des transports alternatifs (collectifs ou à vélo) par la réduction du nombre d'emplacements autorisés et l'installation systématique entre 2001 et 2006 d'horodateurs dans les rues non encore équipées. Les tarifs sont partagés en deux zones : ils vont en 2017 de 4 € l’heure au centre de Paris, à 2,40 € dans les arrondissements périphériques. Le paiement ne peut plus s'effectuer par pièces depuis 2002. Il faut régler par carte bancaire, via les cartes Paris-Carte (de 15 € et 40 €) ou par l'application P Mobile sur internet ou par téléphone. Le stationnement est payant du lundi au samedi de 9 h à 20 h, mais gratuit le dimanche et les jours fériés. Une carte de stationnement résidentiel pour le stationnement sur la voirie est proposée aux habitants de la ville, offrant un tarif préférentiel ainsi qu'un affranchissement de la durée limitée habituellement à deux heures mais qui ne doit pas pour autant dépasser sept jours consécutifs au même emplacement, conformément à l’article R.417-13 du code de la route français.
| Le graphique qui aurait dû être présenté ici ne peut pas être affiché car il utilise l'ancienne extension Graph, désactivée pour des questions de sécurité. Des indications pour créer un nouveau graphique avec la nouvelle extension Chart sont disponibles ici . |
| Source : Observatoire des déplacements à Paris |

D'abord prévu pour le 1er janvier 2022, le stationnement des deux-roues motorisés (2RM) sera payant à compter du 1er septembre 2022 dans la capitale sur la voie publique, sauf pour les 2RM électriques mais à certaines conditions. Ils bénéficieront d'un tarif correspondant à la moitié de celui des véhicules légers, aussi bien pour la redevance que pour le forfait de post-stationnement (FPS).

### Accidents de la route
En 2015, 7 000 personnes ont été victimes d'un accident de la circulation à Paris ; 51 % des victimes sont des conducteurs de véhicules motorisés à deux roues, alors qu'ils ne représentent que 17 % (Paris intra muros) à 8 % (boulevard périphérique) du trafic. On recense 39 tués dans la circulation en 2014, parmi lesquels 20 piétons, 14 personnes circulant à moto ou à scooter, trois cyclistes et deux automobilistes. Les voitures sont elles impliquées dans 75 % des accidents de la circulation.
| Le graphique qui aurait dû être présenté ici ne peut pas être affiché car il utilise l'ancienne extension Graph, désactivée pour des questions de sécurité. Des indications pour créer un nouveau graphique avec la nouvelle extension Chart sont disponibles ici . |
| Source : Observatoire des déplacements à Paris |

## Réseau cyclable

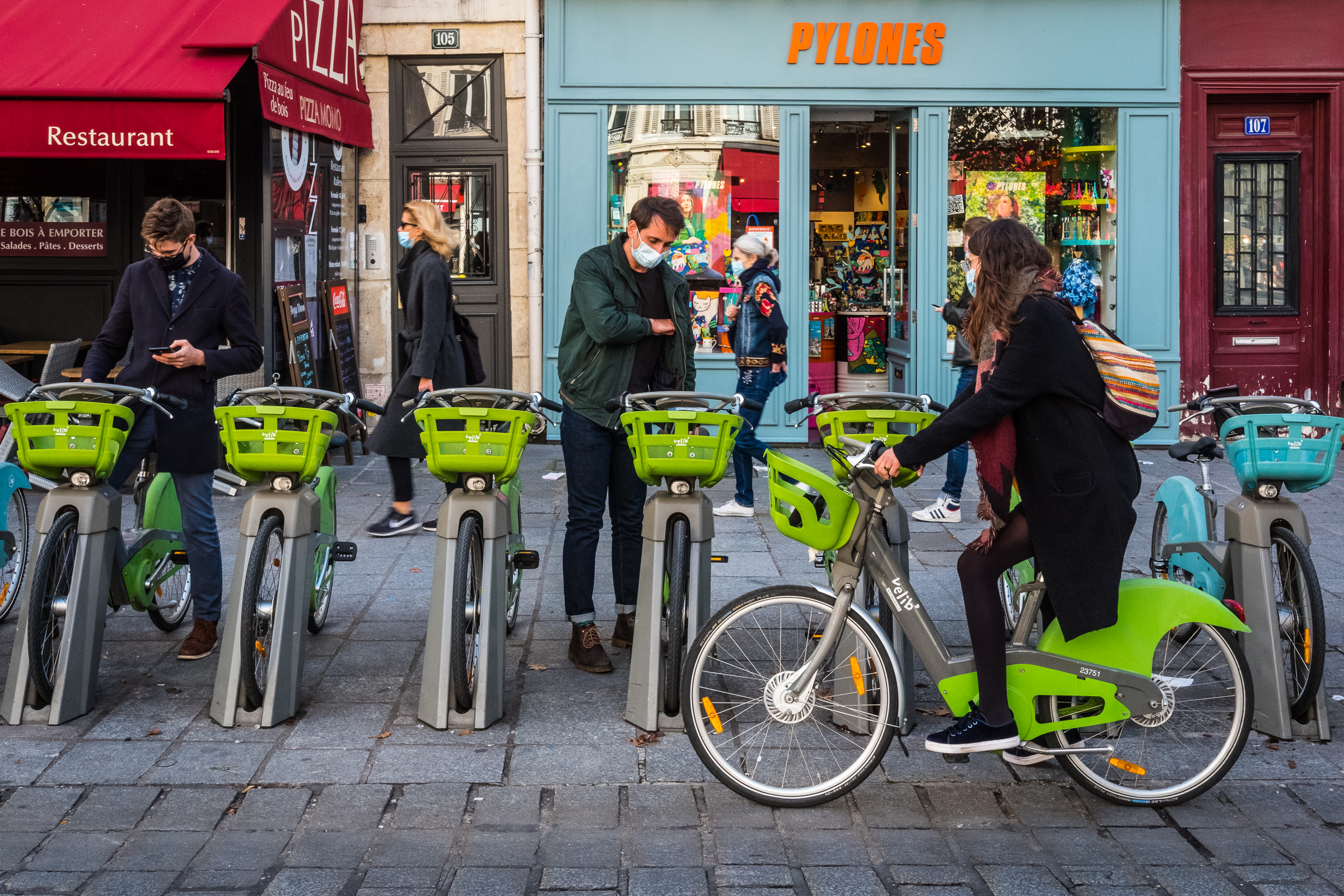
Station Vélib rue Saint-Antoine en 2020.

Après avoir quasiment disparu dans les années 1980 (la circulation automobile était alors 85 fois supérieure à la circulation cycliste), la pratique du vélo augmente constamment depuis les années 1990, tant et si bien que le nombre de déplacements effectués à vélo a été multiplié par 10 entre 1991 et 2010. Au total, pour les Parisiens, la circulation cycliste représente en 2010 un tiers de la circulation automobile ; elle est supérieure de 45 % à la circulation en deux-roues motorisés. La prolongation de ces tendances laisse penser qu'au cours des années 2020 la circulation cycliste deviendra supérieure à la circulation automobile.
La Mairie de Paris a lancé le 15 juillet 2007 un système de location de vélos en libre-service, nommé Vélib' et géré jusque fin 2017 par JCDecaux, avec environ 20 000 vélos disponibles dans 1 450 stations. Cette opération vise à remplacer l'usage de la voiture en ville pour de courts trajets, et s'inscrit dans une réflexion plus globale sur l'intermodalité nécessaire des modes de transport. Le marché est repris en 2018 par le consortium Smoovengo qui propose 30 % de vélos à assistance électrique.
Paris dispose depuis 1996 d'un réseau de pistes cyclables en augmentation constante atteignant fin 2006, selon les chiffres publiés par la ville, 371 kilomètres, incluant les bandes et pistes cyclables ainsi que les couloirs de bus élargis. Selon l'Institut Paris Région, la voiture représente en 2023 seulement 4,3 % des déplacements dans Paris intra-muros contre 11,2 % pour le vélo (contre 3 % de ces trajets en 2010), dont l'usage a fortement progressé après la pandémie de 2020. La voiture personnelle reste le mode de déplacement majoritaire en Île-de-France (34 %) devant la marche (30 %) et les transports en commun (26 %) car l'automobile domine en grande couronne.

## Engins de déplacement personnel

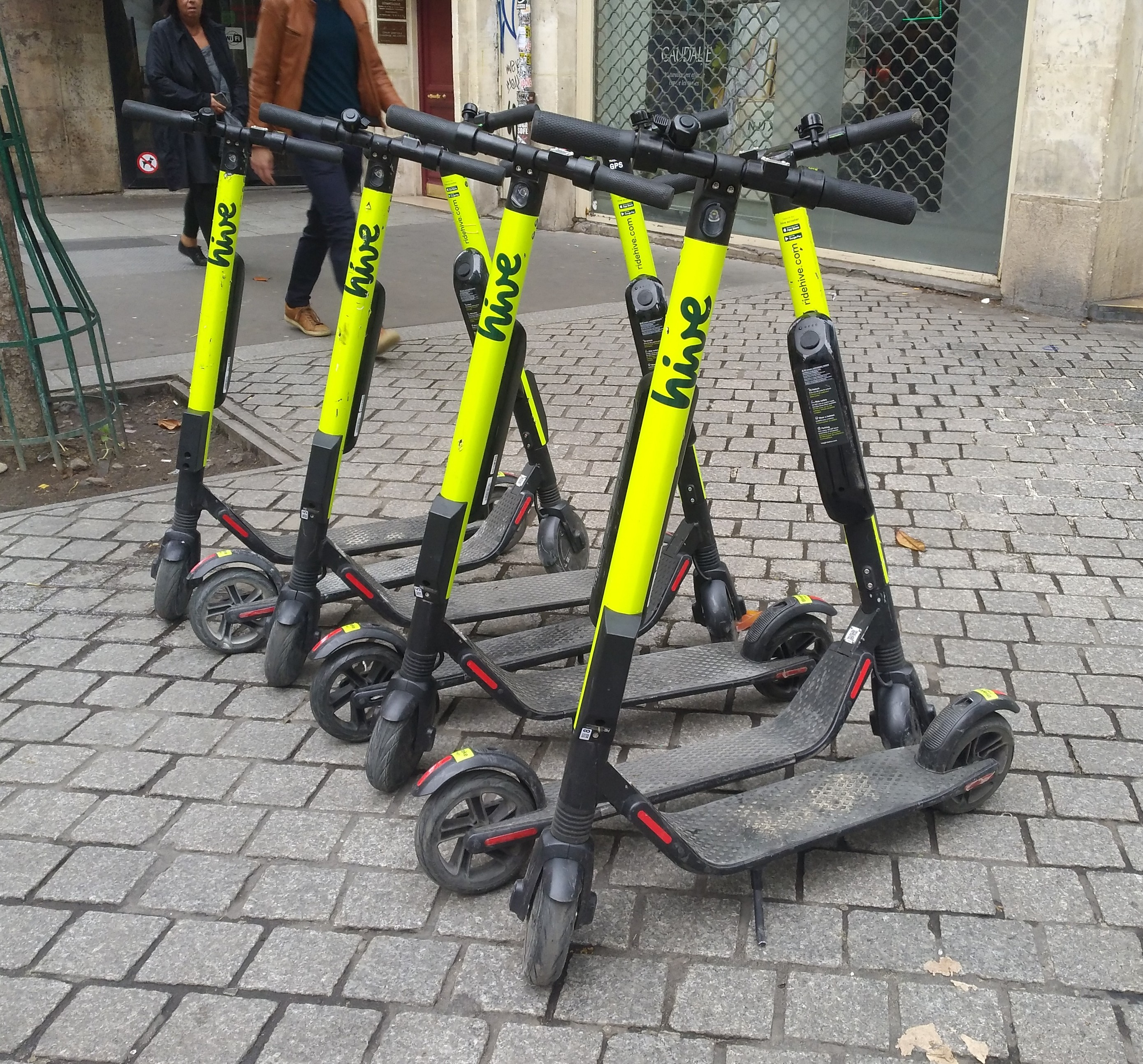
Trottinettes électriques stationnant rue Rambuteau en 2019.

Les engins de déplacement personnel (EDP) sont des moyens de locomotions individuels à poussée humaine, comme les vélos, les rollers, les skateboards et les trottinettes. Les engins de déplacement personnel motorisés (EDPM) sont leurs homonymes électriques : vélos électriques, trottinettes électriques, mono-roues, etc.
Leur utilisation de plus en plus démocratisée a nécessité la modification du code de la route pour les y intégrer.
Des évènements de loisirs sont organisés autour des EDP comme des randonnées rollers les vendredis soirs.

## Taxis
Ils assurent 0,5 % des déplacements parisiens.
La capitale comptait 15 500 taxis parisiens début 2007. Les stations de taxis sont organisées en trois catégories : 28 grandes stations sont installées à proximité des principaux sites touristiques ou des grandes places de la ville avec des taxis présents 24 h/24 et 7 j/7 ; 90 stations de quartier situées près des principaux axes de circulation et 316 stations locales implantées à proximité des bâtiments publics (hôpitaux, hôtels, théâtres…) et destinées à la dépose et à la reprise des usagers.
Un taxi est libre lorsque le dispositif lumineux de toit est éclairé, en blanc ou en vert, et les globes répétiteurs éteints. Lorsqu'il est occupé, le dispositif lumineux de toit est éteint ou éclairé en rouge et le globe répétiteur est éclairé en blanc (tarif A), en orange (tarif B) ou en bleu (tarif C), selon l'heure.

## Aéroports

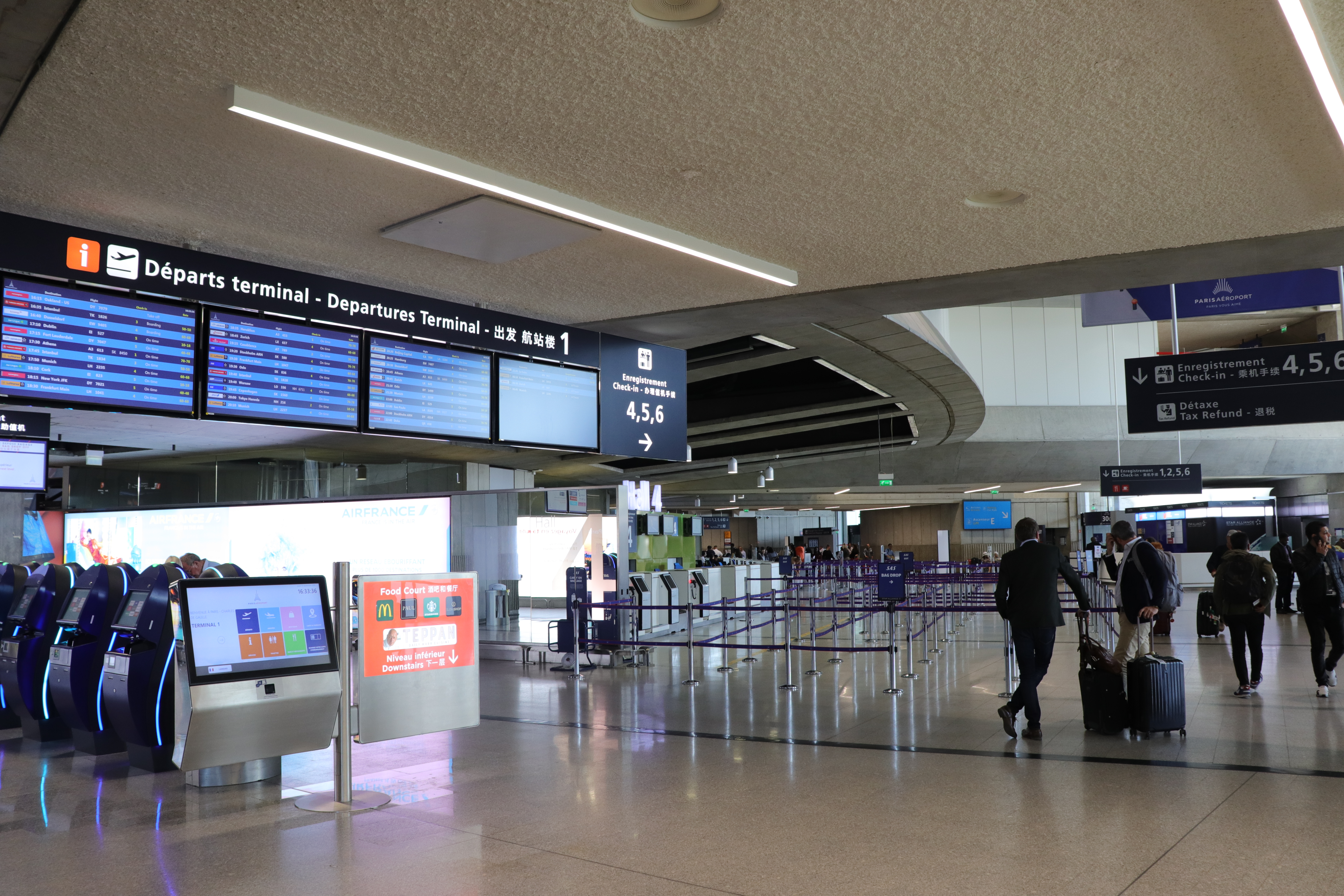
Aéroport de Paris-Charles-de-Gaulle : intérieur du terminal 1.

Paris est, après Londres, la ville d'Europe qui comptabilise le plus de passagers aériens. Le trafic cumulé de deux principaux aéroports et de 97,2 millions de passagers en 2016.
Aéroports de Paris, groupe encore détenu en majorité par l'État en 2020 après une tentative de privatisation, gère les quatorze aéroports et aérodromes ouverts à la circulation aérienne civile en Île-de-France, dont deux accueillent l'essentiel du trafic : Orly et surtout Roissy-Charles-de-Gaulle. Orly, au sud, qui s'est surtout développé à partir des années 1950, est aujourd'hui spécialisé dans les vols intérieurs ou vers le Maghreb et a accueilli 31,2 millions de passagers en 2016. Roissy, au nord-est, ouvert en 1974, le plus récent des aéroports parisiens et de loin le plus grand aéroport français (65,9 millions de passagers en 2016), accueille surtout des vols internationaux. Trop petit et trop proche du centre-ville, l'aéroport du Bourget, le plus ancien, aujourd'hui réservé à l'aviation d'affaires, accueille tous les deux ans un important salon aéronautique.
Orly, tout proche du MIN de Rungis, et plus encore Roissy sont des bassins d'emploi considérables en grande banlieue. Cependant, l'augmentation continuelle du trafic aérien de l'aéroport Roissy-Charles-de-Gaulle suscite l'inquiétude de nombreux élus et riverains quant aux nuisances sonores et à la pollution atmosphérique engendrées par une activité aérienne qui se poursuit de plus en plus souvent dans la nuit. La construction d'un troisième grand aéroport dans une zone moins densément peuplée et donc plus éloignée de Paris est souvent évoquée. L'aéroport de Beauvais-Tillé, dans l'Oise, déjà utilisé par les compagnies à bas coût desservant Paris, a accueilli trois millions de passagers en 2010. 
Les aéroports parisiens sont plutôt mal reliés à la capitale. Entre Roissy et Paris, 80 % des liaisons se font en voiture sur des autoroutes souvent embouteillées. Saturée et inadaptée, la ligne B du RER devrait être renforcée en 2023 par une liaison ferroviaire directe, le CDG Express.
| Le graphique qui aurait dû être présenté ici ne peut pas être affiché car il utilise l'ancienne extension Graph, désactivée pour des questions de sécurité. Des indications pour créer un nouveau graphique avec la nouvelle extension Chart sont disponibles ici . |
| Source : INSEE |

## Transport fluvial
La Seine est navigable à Paris et le transport fluvial a joué un rôle important dans le développement de la capitale. De nos jours, les principales installations portuaires ont toutefois été déplacées à l'extérieur de la ville, notamment à Gennevilliers et Bonneuil-sur-Marne. Le grand port fluviomaritime de l'axe Seine, créé en 2021 à la place de Ports de Paris, gère les installations portuaires de l'ensemble du fleuve.